# 2022 год в кино
В данной статье представлены списки топ-10 самых кассовых фильмов года, самих фильмов, вышедших в течение года, и наград, полученных фильмами за 2022 год.
В результате влияния пандемии COVID-19 на производство фильмов и закрытия кинотеатров, многие фильмы были отменены или перенесены как на этот, так и на 2023 год. Также большинство фильмов, в результате закрытия кинотеатров, выпускалось на различных стриминговых сервисах.
Более подробную информацию о влиянии пандемии COVID-19 на кинематограф см. в статье «Влияние пандемии COVID-19 на кинематограф».

## Кассовые рекорды
- Фильм «Топ Ган: Мэверик» стал сорок девятым фильмом, собравшим в мировом прокате $1 млрд, и вторым подобным с начала пандемии COVID-19 после фильма «Человек-паук: Нет пути домой»[1].
  - Он также превзошел фильм «Миссия невыполнима: Последствия» (2018), став самым кассовым фильмом Тома Круза в мире, и «Войну миров» (2005), став также самым успешным фильмом с участием актёра в отечественном прокате за все время[2].
  - Фильм также превзошёл сборы картины «Пираты Карибского моря: На краю света», показав самый успешный старт в выходные Дня поминовения[3][4], и стал первым со времён «Шрека 2» фильмом с самым низким падением показателей сборов во вторые выходные при условии заработка более $100 млн в первый[5].
- Медиафрашиза «Кинематографическая вселенная Marvel» стала первой кинофраншизой, собравшей в мировом прокате более $27 млрд, благодаря выходу фильмов «Доктор Стрэндж: В мультивселенной безумия» и «Тор: Любовь и гром».
  - Фильм «Доктор Стрэндж: В мультивселенной безумия» стал самым кассовым фильмом Сэма Рэйми, сместив с этого поста фильм «Человек-паук 3: Враг в отражении»[6].
- Франшиза «Гадкий я» стала первой анимационной франшизой, собравшей более $4 млрд, благодаря выходу мультфильма «Миньоны: Грювитация»[7][8].
- «Соник 2 в кино» в первые выходные заработал в США и Канаде $72 млн, установив следующие рекорды: лучший дебютный выходной для экранизации видеоигры, превзойдя подобный показатель первой части; лучшие дебютные выходные для анимационно-игрового фильма, снова превзойдя первую часть; лучший дебютный выходной для семейного фильма в период пандемии COVID-19; лучшие дебютные выходные для фильма с участием Джима Керри, превзойдя показатель фильма «Брюс Всемогущий» (2003); а также лучшее открытие для фильма Paramount с 2014 года[9][10][11].
  - Фильм также превзошёл сборы первой части, став самой кассовой экранизацией видеоигры в Северной Америке[12].

## Самые кассовые фильмы
| Место | Название                                  | Дистрибьютор          | Сборы            |
| ----- | ----------------------------------------- | --------------------- | ---------------- |
| 1     | Аватар: Путь воды                         | Disney / 20th Century | $ 2 млрд 320 млн |
| 2     | Топ Ган: Мэверик                          | Paramount Pictures    | $ 1 млрд 495 млн |
| 3     | Мир юрского периода: Господство           | Universal             | $ 1 млрд 003 млн |
| 4     | Доктор Стрэндж: В мультивселенной безумия | Disney                | $ 955 млн        |
| 5     | Миньоны: Грювитация                       | Universal             | $ 939 млн        |
| 6     | Чёрная пантера: Ваканда навеки            | Disney                | $ 859 млн        |
| 7     | Бэтмен                                    | Warner Bros.          | $ 771 млн        |
| 8     | Тор: Любовь и гром                        | Disney                | $ 760 млн        |
| 9     | Битва при Чосинском водохранилище 2       | Huaxia                | $ 626 млн        |
| 10    | Кот в сапогах: Последнее желание          | Universal             | $ 483 млн        |

| Место | Название                                  | Дистрибьютор       | Сборы     |
| ----- | ----------------------------------------- | ------------------ | --------- |
| 1     | Сердце Пармы                              | Централ Партнершип | $ 10 млн  |
| 2     | Ёлки 9                                    | Вольга             | $ 6 млн   |
| 3     | Непослушник 2. Вспомнить всё              | Каропрокат         | $ 5,7 млн |
| 4     | Иван Царевич и Серый Волк 5               | Вольга             | $ 5,6 млн |
| 5     | Финник                                    | Централ Партнершип | $ 5 млн   |
| 6     | Одна                                      | Наше Кино          | $ 3,9 млн |
| 7     | Артек. Большое путешествие                | Наше Кино          | $ 3,6 млн |
| 8     | Мистер Нокаут                             | Кинотайм           | $ 3,5 млн |
| 9     | Непослушник                               | Каропрокат         | $ 3,3 млн |
| 10    | Пётр I: Последний царь и первый император | Централ Партнершип | $ 0,2 млн |

| Место | Название                        | Дистрибьютор       | Сборы            |
| ----- | ------------------------------- | ------------------ | ---------------- |
| 1     | Анчартед: На картах не значится | SPPR               | ₽ 1 млрд 562 млн |
| 2     | Смерть на Ниле                  | WDS                | ₽ 668 млн        |
| 3     | King’s Man: Начало              | WDS                | ₽ 352 млн        |
| 4     | Три тысячи лет желаний          | Вольга             | ₽ 247 млн        |
| 5     | Падение Луны                    | Централ Партнершип | ₽ 236 млн        |
| 6     | Аллея кошмаров                  | WDS                | ₽ 235 млн        |
| 7     | Пёс-самурай и город кошек       | Вольга             | ₽ 222 млн        |
| 8     | Крик                            | Централ Партнершип | ₽ 216 млн        |
| 9     | Лулу и Бриггс                   | Парадиз            | ₽ 215 млн        |
| 10    | После. Долго и счастливо        | Вольга             | ₽ 180 млн        |

## Фильмы, вышедшие в прокат в 2022 году
|  | Фильм официально не вышел в российский прокат |

|  | Фильм официально вышел в российский прокат |

### Январь — март
| Премьера      | Премьера | Название                              | Студия | Режиссёр                                    | В ролях | Жанр                                                             | Прим.         |
| ------------- | -------- | ------------------------------------- | --- | ------------------------------------------- | --- | ---------------------------------------------------------------- | ------------- |
| Я Н В А Р Ь   | 1        | Портрет незнакомца                    | Адрес Фильм | Сергей Осипьян                              | Юрий Буторин, Кирилл Пирогов, Ксения Кутепова, Галина Тюнина, Полина Кутепова, Мадлен Джабраилова, Никита Тюнин, Андрей Миххалёв, Вера Строкова, Дмитрий Рудков                                                                                         | мелодрама                                                        | [ 19 ]        |
| Я Н В А Р Ь   | 6        | Свингеры                              | Мотор Фильм Студия, CINEVILLA STUDIO | Дмитрий Фикс, Андрейс Экис                  | Дмитрий Нагиев, Ирина Пегова, Олеся Судзиловская, Наталья Рудова, Илья Носков | романтическая комедия                                            |               |
| Я Н В А Р Ь   | 6        | Звёздный разум                        | KD Studios | Вячеслав Лисневский                         | Егор Корешков, Алёна Константинова, Катерина Шпица, Никита Волков, Александр Кузнецов, Михаил Башкатов | приключения, фантастика                                          |               |
| Я Н В А Р Ь   | 13       | King’s Man: Начало                    | Marv Films, Cloudy Productions | Мэттью Вон                                  | Харрис Дикинсон, Рэйф Файнс, Даниэль Брюль, Рис Иванс, Мэттью Гуд, Аарон Тейлор-Джонсон, Джемма Артертон, Том Холландер, Джимон Хонсу, Стэнли Туччи | боевик, шпионская фантастика, комедия                            |               |
| Я Н В А Р Ь   | 13       | Крик                                  | Paramount Pictures / Spyglass Media Group | Меттью Беттинелли, Тайлер Джиллет           | Нив Кэмпбелл, Дэвид Аркетт, Кортни Кокс, Марли Шелтон | слэшер                                                           | [ 20 ]        |
| Я Н В А Р Ь   | 13       | Лакричная пицца                       | Metro-Goldwyn-Mayer, Ghoulardi Film Company | Пол Томас Андерсон                          | Алана Хаим, Купер Хоффман, Шон Пенн, Том Уэйтс, Брэдли Купер, Бенни Сафди | драма                                                            |               |
| Я Н В А Р Ь   | 14       | Монстры на каникулах 4: Трансформания | Sony Pictures Animation, Columbia Pictures | Дерек Драймон, Дженифер Клушка              | Брайан Халл, Селена Гомес, Энди Сэмберг, Брэд Абрелл, Дэвид Спейд, Стив Бушеми, Киган-Майкл Кей, Молли Шенон, Фрэн Дрешер, Мэл Брукс, Кэтрин Хан, Джим Гэффиган                                                                                         | комедия, семейный, фэнтези                                       | [ 21 ] [ 22 ] |
| Я Н В А Р Ь   | 20       | Код 355                               | Freckle Films, Genre Films, FilmNation Entertainment, Universal Pictures | Саймон Кинберг                              | Джессика Честейн, Пенелопа Круз, Фань Бинбин, Лупита Нионго, Диана Крюгер, Себастиан Стэн, Эдгар Рамирес | экшн-триллер, боевик, шпионский фильм                            |               |
| Я Н В А Р Ь   | 27       | Мария. Спасти Москву                  | Наше кино | Вера Сторожева                              | Мария Луговая, Артур Смольянинов, Сергей Пускепалис, Илья Малаков | драма                                                            |               |
| Я Н В А Р Ь   | 27       | Мы — монстры 2                        | Ambient Entertainment GmbH, Timeless Films, Rothkirch Cartoon Film, Sky Cinema Original Films | Хольгер Таппе                               | Эмили Кэри, Джейсон Айзекс, Райнер Фритцше, Бернхард Вёглер, Мариус Кларен, Итан Раус, Ник Фрост, Эмили Уотсон, Ребекка Камп, Эмма Тейт, Ивэн Бейли, Кэтрин Тейт                                                                                        | мультфильм, фэнтези, комедия                                     |               |
| Я Н В А Р Ь   | 27       | Я — Златан                            | Cappella Film | Йенс Сьёрген                                | Дэвид С. Линдгрен, Седомир Глишович, Гранит Рушити, Аренд Брандлигт, Эммануэле Аита, Доминик Андерссон Байрактати | драма, биография, спорт                                          |               |
| Я Н В А Р Ь   | 27       | Любовь как бестселлер                 | Buzzfeed Studios, Blazing Griffin, NOW Films, Sky Vertigo Films, XYZ Films | Эналин Каль-и-Майор                         | Сэм Клафлин, Вероника Эчеги | романтическая комедия                                            |               |
| Я Н В А Р Ь   | 27       | Вальдо                                | Head Gear Films, Metrol Technology, Romulus Entertainment | Тим Киркби                                  | Чарли Ханнэм, Мел Гибсон, Морена Баккарин, Доминик Монаган, Джейкоб Скипио, Клэнси Браун | триллер, боевик, экранизация романа                              |               |
| Я Н В А Р Ь   | 28       | Ледниковый период: Приключения Бака   | Disney+, Walt Disney Pictures, 20th Century Animation | Джон С. Донкин                              | Саймон Пегг, Уткарш Амбудкар, Жустина Мачадо, Винсент Тонг, Аарон Харрис | комедия, приключения, семейный фильм                             | [ 23 ]        |
| Ф Е В Р А Л Ь | 3        | Падение Луны                          | Centropolis Entertainment, Street Entertainment, Huayi Brothers, AGC Studios | Роланд Эммерих                              | Хэлли Берри, Патрик Уилсон, Чарли Пламмер | научно-фантастический фильм, фильм-катастрофа                    |               |
| Ф Е В Р А Л Ь | 3        | Непослушник                           | MEGOGO | Владимир Котт                               | Виктор Хориняк, Таисия Вилкова, Аглая Тарасова, Татьяна Орлова, Юрий Кузнецов, Максим Лагашкин | комедия                                                          |               |
| Ф Е В Р А Л Ь | 3        | День слепого Валентина                | Каропрокат | Александр Баршак                            | Максим Виторган, Марк Богатырёв, Олеся Судзиловская, Александр Яценко, Александр Лойе, Роман Мадянов, Кирилл Плетнёв, Юрий Чурсин, Наталья Земцова, Александр Яцко, Анна Цуканова-Котт, Вероника Тимофеева, Мария Шалаева, Бесо Гатаев, Марина Петренко | комедия, мелодрама                                               |               |
| Ф Е В Р А Л Ь | 3        | Маленький воин                        | "СБ Воин" | Илья Ермолов                                | Николай Шрайбер, Саловати Саидзода, Артём Быстров, Камиль Ларин, Максим Лагашкин, Мария Лобанова, Илья Сигалов | спортивная драма                                                 |               |
| Ф Е В Р А Л Ь | 3        | Параллельные матери                   | El Deseo, RTVE, Sony Pictures Classic, Pathe | Педро Альмоводар                            | Пенелопа Крус, Милена Смит, Айтана Санчес-Хихон | драма                                                            |               |
| Ф Е В Р А Л Ь | 3        | Хинтерленд: город грехов              | FreibeuterFilm GmbH, AMOUR FOU | Штефан Рузовицки                            | Муратхан Муслу, Лив Лиза Фрис, Макс фон дер Грёбен | детектив, приключения                                            |               |
| Ф Е В Р А Л Ь | 10       | Смерть на Ниле                        | 20th Century Studios | Кеннет Брана                                | Кеннет Брана, Галь Гадот, Летиша Райт, Арми Хаммер, Аннетт Бенинг, Али Фазал, Софи Оконедо, Том Бейтман, Эмма Маки, Дон Френч, Роуз Лесли, Дженнифер Сондерс, Рассел Брэнд                                                                              | драма, детектив                                                  | [ 24 ]        |
| Ф Е В Р А Л Ь | 10       | Анчартед: На картах не значится       | Columbia Pictures, Atlas Entertainment, PlayStation Productions | Рубен Флейшер                               | Том Холланд, Марк Уолберг, Антонио Бандерас | приключения, боевик                                              | [ 25 ]        |
| Ф Е В Р А Л Ь | 10       | Яйцо Фаберже                          | Гуд Стори Медиа, ТНТ | Илья Фарфель                                | Николай Наумов, Максим Лагашкин, Юрий Стоянов, Ольга Виниченко, Илья Борисов, Александр Мехряков, Полина Шустарева | комедия                                                          |               |
| Ф Е В Р А Л Ь | 10       | Первый встречный                      | Nuyorican Productions, Perfect Word Pictures | Кэт Койро                                   | Дженнифер Лопес, Оуэн Уилсон, Малума | мелодрама, комедия, мюзикл                                       |               |
| Ф Е В Р А Л Ь | 10       | Игра теней                            | Zero Gravity Management, Footloose Productions, The Solution Entertainment Group, Sina Studios, Fourstar Films, Elevate Production Finance, Film Victoria, Lightstream Pictures Australia, Screen Australia | Марк Уильямс                                | Лиам Нисон, Эмми Рэйвер-Лэмпман, Тейлор Джон Смит, Эйдан Куинн, Клэр ван дер Бум, Яэль Стоун, Тим Драксл, Мелани Джарнсон | триллер, боевик                                                  |               |
| Ф Е В Р А Л Ь | 10       | Гоу, Феликс!                          | MEGOGO | Николя Лемэй                                | Гэбриел Лессард, Марк Лабреш, Карин Ванасс, Ги Надон, Антуан Дюран, Тристан Харви, Эвелин Желина, Катрин Пру-Лемэ, Фреддерик Дезаже, Луис Лякомб, Жером Буато, Уайатт Бауэн                                                                             | мультфильм, фэнтези, приключения                                 |               |
| Ф Е В Р А Л Ь | 17       | Одиннадцать молчаливых мужчин         | Пиманов и партнёры, Централ Партнершип | Алексей Пиманов                             | Роман Курцын, Макар Запорожский, Павел Трубинер, Алёна Коломина | спортивный фильм, фильм-драма                                    |               |
| Ф Е В Р А Л Ь | 17       | Гонка со временем                     | Централ Партнершип | Филлип Нойс                                 | Наоми Уоттс, Колтон Гоббо, Сьерра Молтби | триллер, драма                                                   |               |
| Ф Е В Р А Л Ь | 17       | Камон Камон                           | Каропрокат | Майкл Миллс                                 | Хоакин Феникс, Вуди Норман, Габи Хоффманн | драматический фильм                                              |               |
| Ф Е В Р А Л Ь | 17       | Однажды в пустыне                     | Рок | Андрей Кравчук                              | Александр Робак, Павел Чинарёв, Александр Метёлкин | драма                                                            |               |
| Ф Е В Р А Л Ь | 17       | Пиноккио. Правдивая история           | Sony Pictures Releasing, Лицензионные бренды, при поддержке «Фонда кино» | Василий Ровенский                           | Филипп Лебедев, Антон Эльдаров, Александр Гаврилин, Диомид Виноградов, Дмитрий Иосифов, Алексей Войтюк, Элиза Мартиросова, Ирина Киреева, Виталий Лойко                                                                                                 | мультфильм, комедия, семейный                                    |               |
| Ф Е В Р А Л Ь | 17       | Жажда золота                          | MEGOGO | Энтони Хейз                                 | Зак Эфрон, Сьюзи Портер, Энтони Хейз | триллер                                                          |               |
| Ф Е В Р А Л Ь | 23       | Кролецып и хомяк тьмы                 | Dark Horse Comics, Octopolis, nWave | Бен Стассен, Бенжамен Муске                 | Дэнни Фезенфельд, Донте Пэрис | комедия, семейный                                                |               |
| Ф Е В Р А Л Ь | 23       | Мистер Нокаут                         | Каропрокат | Артём Михалков                              | Сергей Безруков, Виктор Хориняк, Ангелина Стречина, Виктор Вержбицкий | спортивный фильм, фильм-драма, фильм-биография                   |               |
| Ф Е В Р А Л Ь | 23       | Лулу и Бриггс                         | Metro-Goldwyn-Mayer, FilmNation Entertainment, Free Association | Ченнинг Татум, Рид Кэролин                  | Ченнинг Татум, Джейн Адамс, Кевин Нэш, К'орианка Килчер, Итан Сапли, Эмми Рейвер-Лэмпман, Билл Бёрр | комедия, семейный                                                |               |
| Ф Е В Р А Л Ь | 23       | Папы                                  | Фонд кино | Анна Матисон, Карен Оганесян, Сергей Юдаков | Дмитрий Нагиев, Сергей Безруков, Юрий Стоянов, Марк Богатырёв, Игорь Жижикин, Юлия Рутберг, Карина Андоленко | драма, комедия                                                   |               |
| Ф Е В Р А Л Ь | 23       | Удовольствие                          | Фонд кино | Ниньа Тюберг                                | София Каппель, Зельда Моррисон, Эвелин Клэр, Джейсон Толер, Джон Стронг | фильм-драма                                                      |               |
| Ф Е В Р А Л Ь | 24       | Сирано                                | Metro-Goldwyn-Mayer, Working Title Films, United Artists, Universal Pictures | Джо Райт                                    | Питер Динклэйдж, Хейли Беннетт | драма, история                                                   |               |
| Ф Е В Р А Л Ь | 24       | Клаустрофобы: Начало                  | MEGOGO | Роберто Дзаццара                            | Гайя Уайсс, Лоренцо Рикельми, Марк Райдер, Тудор Истодор, Макита Симба, Амина Бен Смэйл, Николо Пазетти, Фелисе Янкелль, Леа Ростен, Серена де Феррари                                                                                                  | ужасы                                                            |               |
| М А Р Т       | 1        | Бэтмен                                | DC Comics, Warner Bros., 6th & Idaho, Dylan Clark Productions | Мэтт Ривз                                   | Роберт Паттинсон, Джона Хилл, Джеффри Райт | супергероика                                                     | [ 26 ]        |
| М А Р Т       | 3        | Брат во всём                          | Централ Партнершип | Александр Золотухин                         | Сергей Журавлёв, Николай Журавлёв | драма                                                            |               |
| М А Р Т       | 5        | Хочу замуж                            | Каропрокат | Соня Карпунина                              | Милош Бикович, Кристина Асмус, Марина Александрова, Сергей Гилёв, Юлия Ауг, Олег Комаров, Анастасия Уколова, Агния Кузнецова, Надежда Сысоева, Анна Цуканова-Котт                                                                                       | комедия, мелодрама                                               |               |
| М А Р Т       | 5        | Эта безумная любовь                   | Централ Партнершип | Режис Руансар                               | |                                                                  |               |
| М А Р Т       | 10       | Я краснею                             | Pixar / Walt Disney Studios Motion Pictures | Доми Ши                                     | Сандра О, Розали Чиан | мультфильм, фэнтези, комедия, приключения, семейный              | [ 27 ]        |
| М А Р Т       | 10       | Белфаст                               | Northern Ireland Screen, TKBC | Кеннет Брана                                | Катрина Балф, Джуди Хенч, Джейми Дорнан, Киаран Хайндс, Джуд Хилл, Колин Морган | драма, биография                                                 |               |
| М А Р Т       | 10       | Наёмник                               | Thunder Road Films, 30West, STX Entertainment | Тарик Салех                                 | Крис Пайн, Бен Фостер, Гиллиан Джейкобс, Эдди Марсан | триллер, боевик                                                  | [ 28 ]        |
| М А Р Т       | 11       | Проект «Адам»                         | 21 Laps Entertainment, Skydance Media, Maximun Effort | Шон Леви                                    | Райан Рейнолдс, Марк Руффало, Дженнифер Гарнер, Уокер Скобелл, Кэтрин Кинер, Зои Салдана | научная фантастика, боевик, комедия                              | [ 29 ]        |
| М А Р Т       | 17       | Флирт с дьяволом                      | Silver Reel, Construction Film | Луис Прието                                 | Камерон Монахэн, Лилли Краг | триллер                                                          |               |
| М А Р Т       | 18       | Чёрный краб                           | Indio Group AB | Адам Берг                                   | Нуми Рапас, Якоб Офтебро, Эрик Энге,Дар Салим | триллер, боевик, военный фильм, экранизация романа               |               |
| М А Р Т       | 18       | Глубокие воды                         | 20th Century Studios, Regency Enterprises, New Regency Pictures, Entertainment 360, Film Rites | Эдриан Лайн                                 | Бен Афлек, Ана де Армас, Трейси Леттс, Лил Рел Хауэри, Рэйчел Бланчард | эротический триллер, психологический триллер, экранизация романа |               |
| М А Р Т       | 24       | Плохие парни                          | Universal Pictures, DreamWorks Animation | Пьер Перифел                                | Сэм Рокуэлл, Марк Марон, Аквафина, Крэйг Робинсон, Энтони Рамос, Ричард Айоади, Зази Битц, Алекс Борштейн, Лилли Сингх | мультфильм, комедия, криминал, приключения, семейный             | [ 30 ] [ 31 ] |
| М А Р Т       | 24       | Финник                                | Петербург, Централ Партнершип, Продюсерский центр «Рики», при поддержке «Фонда кино» | Денис Чернов                                | Михаил Хрусталёв, Вероника Голубева, Даня Милохин, Ида Галич, Борис Дергачёв, Артур Бабич, Александр Гудков, Андрей Лёвин и другие | мультфильм                                                       | [ 32 ]        |
| М А Р Т       | 25       | Затерянный город                      | Paramount Pictures, Fortis Films, 3dot Productions, Exhibit A | Адам Ни                                     | Сандра Буллок, Ченнинг Татум, Дэниел Рэдклифф | приключения, экшн, комедия                                       | [ 33 ] [ 34 ] |

### Апрель — июнь
| Премьера    | Премьера | Название                                  | Студия | Режиссёр                          | В ролях | Жанр                                                           | Прим.         |
| ----------- | -------- | ----------------------------------------- | --- | --------------------------------- | --- | -------------------------------------------------------------- | ------------- |
| А П Р Е Л Ь | 1        | Морбиус                                   | Columbia Pictures, Marvel Entertainment, Sony Pictures Releasing | Даниэль Эспиноса                  | Джаред Лето, Мэтт Смит, Адриа Архона, Джаред Харрис, Аль Мадригал, Тайриз Гибсон | научная фантастика, хоррор, триллер                            |               |
| А П Р Е Л Ь | 7        | Всё везде и сразу                         | A24, AGBO, Ley Line Entertainment, IAC Films | Дэниел Шайнерт, Дэн Кван          | Мишель Йео, Джейми Ли Кёртис | комедия, фантастика, приключения                               |               |
| А П Р Е Л Ь | 7        | Бодибилдер                                | Русское кино | Андрей Грачёв                     | Денис Семенихин, Михаил Горевой | спорт                                                          |               |
| А П Р Е Л Ь | 7        | Мальчик-Дельфин                           | Централ Партнершип, Sky Frame Studios | Андрей Гоглев, Мохаммад Хейрандиш | Полина Авдеенко, Юлия Рудина, Александр Фенин, Борис Хасанов, Александр Васильев, Юлия Зоркина, Василиса Ручимская, Клава Кока                                                                                 | мультфильм, фэнтези, приключения, комедия                      |               |
| А П Р Е Л Ь | 8        | Скорая                                    | Endeavor Content, New Republic Pictures, Project X Entertainment, Universal Pictures | Майкл Бэй                         | Джейк Джилленхол, Яхья Абдул-Матин II, Эйса Гонсалес | боевик, триллер                                                | [ 35 ] [ 36 ] |
| А П Р Е Л Ь | 8        | Соник 2 в кино                            | Sega, Original Film, Paramount Pictures | Джефф Фаулер                      | Бен Шварц, Джеймс Марсден, Джим Керри, Коллин О’Шонесси, Идрис Эльба, Тика Самптер, Ли Мадждуб, Наташа Ротвелл, Адам Палли, Шемар Мур                                                                          | приключения, семейный                                          | [ 37 ]        |
| А П Р Е Л Ь | 14       | Фантастические твари: Тайны Дамблдора     | Warner Bros. | Дэвид Йейтс                       | Джуд Лоу, Эдди Рэдмэйн, Эзра Миллер, Кэтрин Уотерсон, Дэн Фоглер, Джессика Уильямс, Элисон Судол, Александр Кузнецов                                                                                           | фэнтези, приключения, семейный                                 | [ 38 ] [ 39 ] |
| А П Р Е Л Ь | 14       | Подельники                                | Первое кино | Евгений Григорьев                 | Ярослав Могильников, Юрий Борисов, Елизавета Янковская, Павел Деревянко, Константин Балакирев | драма                                                          |               |
| А П Р Е Л Ь | 14       | Родители строгого режима                  | Фонд кино | Никита Владимиров                 | Алиса Фрейндлих, Александр Адабашьян, Евгений Ткачук | комедия                                                        |               |
| А П Р Е Л Ь | 21       | Первый Оскар                              | Централ Партнершип, Новые люди | Сергей Мокрицкий                  | Тихон Жизневский, Антон Момот, Дарья Жовнер | военная драма                                                  |               |
| А П Р Е Л Ь | 21       | Казнь                                     | Hype Film | Ладо Кватания                     | Нико Тавадзе, Юлия Снигирь, Виктория Толстоганова, Даниил Спиваковский, Евгений Ткачук, Аглая Тарасова | триллер                                                        |               |
| А П Р Е Л Ь | 22       | Невыносимая тяжесть огромного таланта     | Saturn Films, Burr! Productions, Embassy Films | Том Гормикэн                      | Николас Кейдж, Педро Паскаль | чёрная комедия,боевик                                          | [ 40 ]        |
| А П Р Е Л Ь | 28       | 1941. Крылья над Берлином                 | Централ Партнершип | Константин Буслов                 | Сергей Пускепалис, Максим Битюков, Гела Месхи | биография, мелодрама                                           |               |
| А П Р Е Л Ь | 28       | Бука. Мое любимое чудище                  | Кинокомпания СТВ, студия «Сказка», при поддержке «Фонда кино», «Вольга» | Виктор Глухушин, Максим Волков    | Любовь Аксёнова, Алексей Чумаков, Алёна Долецкая, Тимур Родригез, Виолетта Вольская, Прохор Чеховской, Владислав Копп, Максим Волков, Диомид Виноградов, Пётр Иващенко                                         | приключения, комедия, мультфильм, фэнтези                      |               |
| А П Р Е Л Ь | 28       | Артек. Большое путешествие                | фонд кино | Карен Захаров, Армен Ананикян     | Михаил Галустян, Даниил Большов, Алексей Онежен, Елизавета Анохина | комедия                                                        |               |
| А П Р Е Л Ь | 28       | Операция «Мясной фарш»                    | Cohen Media Group, See-Saw Films | Джон Мэдден                       | Колин Фёрт, Келли Макдональд, Мэттью Макфэдьен | военный фильм, экранизация книги, фильм-драма                  |               |
| М А Й       | 1        | Суворов. Великое путешествие              | Централ Партнершип, «Союзмультфильм», «Киностудия имени М. Горького», при поддержке «Фонда кино», «Министерства культуры Российской Федерации» и «Министерства обороны Российской Федерации» | Борис Чертков                     | Константин Хабенский, Антон Макарский, Филипп Киркоров, Юлия Рутберг, Алексей Демидов, Анна Ардова, Александр Коврижных, Сергей Минаев, Виктор Сухоруков, Андрей Харыбин                                       | приключения, история, мультфильм                               | [ 41 ]        |
| М А Й       | 5        | Доктор Стрэндж: В мультивселенной безумия | Marvel Studios | Сэм Рэйми                         | Бенедикт Камбербэтч, Элизабет Олсен, Бенедикт Вонг, Чиветел Эджиофор, Рэйчел Макадамс, Сочил Гомес | экшн, фэнтези, ужасы                                           | [ 42 ]        |
| М А Й       | 12       | Ботан и супербаба                         | Legio Felix | Дмитрий Меняйло                   | София Каштанова, Роман Попов | комедия, фантастика, боевик                                    |               |
| М А Й       | 12       | Заклятье: Спуск к дьяволу                 | RLJE Film | Брендан Малдауни                  | Элиша Катберт, Оуэн Маккен, Дилан Брэди, Эбби Фитц, Тара Ли, Майкл МакКернан, Эндрю Беннет, Аарон Монахэн | хоррор                                                         |               |
| М А Й       | 19       | Ника                                      | НМГ, Водород, Art Pictures Studios | Василиса Кузьмина                 | Лиза Янковская, Анна Михалкова, Виталия Корниенко | драма                                                          |               |
| М А Й       | 19       | Клон                                      | XYZ Films, RLJE Films | Райли Стернс                      | Карен Гиллан, Аарон Пол | научно-фантастический фильм, триллер                           |               |
| М А Й       | 20       | Чип и Дейл спешат на помощь               | Walt Disney Pictures, Disney+ | Акива Шаффер                      | Джон Малейни, Энди Сэмберг | приключения, комедия                                           | [ 43 ] [ 44 ] |
| М А Й       | 20       | Род мужской                               | A24, DNA Films | Алекс Гарленд                     | Джесси Бакли, Рори Киннир | хоррор                                                         | [ 45 ]        |
| М А Й       | 26       | Отряд «Призрак»                           | Blue Box Entertainment, Sweet Unknow South, Hood River Entertainment, Future Proof Films, High Five Films                                                                                    | Уэс Миллер                        | Кевин Диллон, Брюс Уиллис, Фрэнк Грилло, Леон Робинсон, Джанни Капальди | боевик, криминал                                               |               |
| М А Й       | 26       | Аманат                                    | Фонд кино | Антон Сиверс, Рауф Кубаев         | Амин Хуратов, Варвара Комарова, Арслан Мурзабеков, Андрей Соколов, Екатерина Гусева | биография, история, военный фильм, драма                       |               |
| М А Й       | 26       | Эскортницы                                | Phoenix Productions | Мария Садовская                   | Паулина Галонзка, Ольга Калицкая, Катажина Савчук, Джулио Беррути, Катажина Фигура, Ян Энглерт | Эротика, драма                                                 |               |
| М А Й       | 27       | Топ Ган: Мэверик                          | Jerry Bruckheimer Films, Skydance Productions | Джозеф Косински                   | Том Круз | боевик, драма                                                  |               |
| И Ю Н Ь     | 1        | Три кота и море приключений               | «Метрафильмс», «СТС», при поддержке «Фонда кино», «Вольга» | Дмитрий Высоцкий                  | Максим Тимонин, Софико Гогитидзе, Володя Прудников, Михаил Хрусталёв, Светлана Кузнецова-Царёва, Максим Сергеев, Регина Щукина, Сергей Мардарь, Станислав Концевич, Иван Чабан, Андрей Лёвин и Нюся Глушинская | комедия, приключения, семейный, мультфильм                     | [ 46 ]        |
| И Ю Н Ь     | 2        | Вендетта. Банды Атланты                   | Bar None Productions, Vertical Entertainment, Redbox Entertainment | Джаред Кон                        | Клайв Стэнден, Тео Росси, Майк Тайсон, Томас Джейн, Брюс Уиллис | боевик, триллер                                                |               |
| И Ю Н Ь     | 2        | Своя война. Шторм в пустыне               | Кинокомпания «СТВ», при поддержке «Фонда кино», Кинокомпания 22, «Наше кино» | Алексей Чадов                     | Алексей Чадов, Виталий Кищенко, Кристина Асмус, Виктор Сухоруков и другие | военно-исторический фильм, драма                               |               |
| И Ю Н Ь     | 9        | Кощей. Похититель невест                  | студия «КиноАтис», Кинокомпания «СТВ», при поддержке «Фонда кино», «Вольга» | Роман Артемьев                    | Виктор Добронравов, Елизавета Боярская, Роман Артемьев, Ирина Савина, Екатерина Тарасова, Владимир Сычев, Антон Эльдаров, Никита Кологривый и Елена Шульман                                                    | мультфильм, комедия, приключения, фэнтези, мелодрама, семейный |               |
| И Ю Н Ь     | 9        | Молодой человек                           | Фонд кино | Александр Фомин                   | Павел Табаков, Данила Козловский, Данила Поперечный | комедия                                                        |               |
| И Ю Н Ь     | 16       | Бультерьер                                | Русский Голливуд, All Media, При поддержке фонда кино | Василий Быстров                   | Владимир Минеев, Анастасия Красовская | спортивная драма                                               |               |
| И Ю Н Ь     | 16       | Мир юрского периода: Господство           | Amblin Entertainment, Universal Pictures | Колин Треворроу                   | Крис Прэтт, Брайс Даллас Ховард | фантастика, боевик                                             | [ 47 ]        |
| И Ю Н Ь     | 17       | Базз Лайтер                               | Walt Disney Studios Motion Pictures / Pixar | Энгус Маклейн                     | Крис Эванс | мультфильм, приключения                                        | [ 48 ] [ 49 ] |
| И Ю Н Ь     | 23       | Межсезонье                                | Фонд кино | Александр Хант                    | Евгенья Виноградова, Игорь Иванов, Ольга Саханова | криминальная мелодрама                                         |               |
| И Ю Н Ь     | 24       | Элвис                                     | Warner Bros. | Баз Лурман                        | Остин Батлер, Том Хэнкс | Биография, Байопик                                             | [ 50 ]        |
| И Ю Н Ь     | 30       | Проклятие Артура                          | Luc Besson Production, Kinology Cofinova 17, EuropaCorp | Бартелеми Гроссманн               | Матьё Бергер, Талия Бессон, Лола Андреони, Микаэль Халими | ужасы                                                          |               |

### Июль — сентябрь
| Премьера        | Премьера | Название                      | Студия | Режиссёр                                          | В ролях | Жанр                                                | Прим.  |
| --------------- | -------- | ----------------------------- | --- | ------------------------------------------------- | --- | --------------------------------------------------- | ------ |
| И Ю Л Ь         | 1        | Миньоны: Грювитация           | Universal Pictures, Illumination | Кайл Балда                                        | Стив Карелл Пьер Коффен и др. | комедия, семейный                                   | [ 51 ] |
| И Ю Л Ь         | 7        | Тор: Любовь и гром            | Marvel Studios | Тайка Вайтити                                     | Крис Хемсворт, Натали Портман, Тесса Томпсон, Джейми Александер, Кристиан Бейл, Рассел Кроу, Крис Прэтт, Пом Клементьефф, Дэйв Батиста, Карен Гиллан, Шон Ганн, Вин Дизель, Брэдли Купер | боевик, приключенческий фильм, супергеройский фильм | [ 52 ] |
| И Ю Л Ь         | 7        | Булки                         | MEGOGO, Wow Oscar Studio | Олег Асадулин                                     | Кристина Асмус, Арсений Робак, Марк Богатырёв | комедия                                             |        |
| И Ю Л Ь         | 16       | Забытое чудо                  | студия «Паровоз», ГПМ «КИТ», при поддержке «Ростеха», «Московской духовной академии» и «Свято-Троицкой Сергиевой лавры», телеканал «Спас», Централ Партнершип | Андрей Колпин                                     | Прохор Чеховской, Анна Хилькевич, Даниил Эльдаров, Владимир Войтюк, Диомид Виноградов, Степан Деревянкин, Сергей Сергеев, Антон Савенков, Светлана Новикова, Фёдор Парамонов, Иван Литвинов, Степан Середа, Иван Забелин, Иван Калинин, Владислав Панов, Дмитрий Филимонов и Алина Серякова | мультфильм, фэнтези, приключения, история           | [ 53 ] |
| И Ю Л Ь         | 18       | Быстрее пули                  | Columbia Pictures, Fuqua Films, 87North Productions | Дэвид Литч                                        | Брэд Питт, Джоуи Кинг, Аарон Тейлор-Джонсон, Брайан Тайри Генри, Эндрю Кодзи, Хироюки Санада, Майкл Шеннон,Бенито А. Мартинес Окасио, Сандра Буллок | комедия, боевик                                     |        |
| И Ю Л Ь         | 21       | Нет                           | Monkeypaw Productions, Universal Pictures | Джордан Пил                                       | Дэниел Калуя, Кеке Палмер, Стивен Ён | ужасы, научная фантастика                           |        |
| И Ю Л Ь         | 21       | Пёс-самурай и город кошек     | Nickelodeon Movies, Flying Tigers Entertainment,Aniventure, HB Wink Animation, Align, GFM Animation, Cinesite, «Вольга»                                       | Роб Минкофф, Марк Коэстер                         | Майкл Сера, Рики Джервейс, Джордж Такей, Габриэль Иглесиас, Мишель Йео, Сэмюэл Л. Джексон | мультфильм, комедия, боевик, приключения, семейный  | [ 54 ] |
| И Ю Л Ь         | 22       | Серый человек                 | AGBO, Roth/Kirschenbaum Films | Энтони Руссо, Джо Руссо                           | Райан Гослинг, Крис Эванс, Ана де Армас | боевик, триллер                                     | [ 55 ] |
| И Ю Л Ь         | 27       | Битва у острова Хансан        | Big Stone Pictures, Lotte Cultureworks | Ким Ханмин                                        | Пак Хэ-иль, Пён Ё-хан | Исторический фильм, военный фильм, биография        | [ 56 ] |
| И Ю Л Ь         | 28       | DC Лига Суперпитомцы          | Warner Bros. Pictures, Warner Animation Group, DC Entertainment, Seven Bucks Production                                                                       | Джаред Штерн                                      | Дуэйн Джонсон, Кевин Харт, Ванесса Байер, Наташа Лионн, Диего Луна | Анимация, комедия, боевик                           | [ 57 ] |
| И Ю Л Ь         | 28       | Нахимовцы                     | Фонд кино | Олег Штром                                        | Андрей Мерзликин, Сергей Гармаш, Анна Алексахина | детский фильм                                       |        |
| А В Г У С Т     | 11       | Дитя тьмы: Первая жертва      | Dark Castle Entertainment, Entertainment One, Sierra/Affinity                                                                                                 | Уильям Брент Белл                                 | Изабель Фурман, Россиф Сазерленд, Джулия Стайлз | психологический триллер, ужасы                      | [ 58 ] |
| А В Г У С Т     | 25       | После. Долго и счастливо      | CalMaple Media, Wattpad | Кастилл Лэндон                                    | Джозефин Лэнгфорд, Хиро Файнс-Тиффин | мелодрама                                           |        |
| А В Г У С Т     | 25       | Самаритянин                   | Metro-Goldwyn-Mayer, Balboa Productions | Джулиус Эйвери                                    | Сильвестер Сталлоне, Мартин Старр, Мойзес Ариас, Наташа Карам, Пилу Асбек | фантастика, супергеройский фильм, драма             |        |
| А В Г У С Т     | 25       | Барбоскины Team               | Студия «Мельница», Кинокомпания «СТВ», «Вольга» | Елена Галдобина, Фёдор Дмитриев                   | Мария Цветкова-Овсянникова, Юлия Зоркина, Ксения Бржезовская, Михаил Черняк, Екатерина Гороховская, Вадим Бочанов, Валерий Смекалов, Иван Чабан, Ирина Обрезкова, Дмитрий Высоцкий и Михаил Хрусталёв                                                                                       | мультфильм, комедия, мюзикл, приключения, семейный  | [ 59 ] |
| С Е Н Т Я Б Р Ь | 8        | Пиноккио                      | Disney+ / Walt Disney Pictures / ImageMovers | Роберт Земекис                                    | Том Хэнкс, Бенджамин Эван Эйнсворт, Джозеф Гордон-Левитт, Киган-Майкл Кей, Лоррейн Бракко, Синтия Эриво, Люк Эванс | мюзикл, фэнтези, приключения                        | [ 60 ] |
| С Е Н Т Я Б Р Ь | 8        | Ирония судьбы в Голливуде     | Aldamisa Entertainment, Contentious Media | Марюс Вайсберг                                    | Эмма Робертс, Томас Манн, Бритт Робертсон, Мэделин Петш, Уэнди Мэлик, Шерил Хайнс, Льюис Тан | романтическая комедия                               |        |
| С Е Н Т Я Б Р Ь | 15       | Джиперс Криперс: Возрождённый | Orwo Studios, Black Hangar Studios, Infinity Films | Тимо Вуоренсола                                   | Сидни Крейвен, Имран Адамс, Жарро Бенджамин, Пит Брук | фильм ужасов                                        |        |
| С Е Н Т Я Б Р Ь | 15       | Кто там?                      | Dudka Films, Neopoleon Studio, Zoom Production | Владимир Маслов, Виталий Дудка, Михаил Морсков    | Владимир Машков, Тихон Жизневский, Кирилл Кяро, Александра Бортич, Марьяна Спивак | триллер                                             |        |
| С Е Н Т Я Б Р Ь | 15       | Недетский дом                 | Централ Партнершип | Михаил Расходников                                | Иван Охлобыстин, Александр Панин, Полина Ватага | драматический фильм                                 |        |
| С Е Н Т Я Б Р Ь | 22       | Воронья лощина                | 828 Media Capital, Cinevilla Studi, Creativity Capita, Raven’s Hollow                                                                                         | Кристофер Хаттон                                  | Уильям Моусли, Мелани Занетти, Кейт Дики | психологический триллер, ужасы                      | [ 61 ] |
| С Е Н Т Я Б Р Ь | 22       | Белый слон                    | 308 Ent, BondIt Media Capital | Джесси Джонсон                                    | Майкл Рукер, Брюс Уиллис, Ольга Куриленко, Джон Малкович | боевик, триллер, криминал                           |        |
| С Е Н Т Я Б Р Ь | 22       | Красная Шапочка               | фонд кино | Лина Арифулина, Александр Баршак, Артём Аксененко | Таисья Калинина, Данила Якушев, Екатерина Климова | фэнтези, приключения, семейный                      |        |
| С Е Н Т Я Б Р Ь | 22       | Экспресс                      | Марс Медиа Энтертейнмент | Руслан Братов                                     | Лев Зулькарнаев, Павел Ворожцов, Ольга Смирнова | комедия                                             |        |
| С Е Н Т Я Б Р Ь | 29       | Далёкие близкие               | МТС Медиа, Киностудия КИТ, Red Pepper Film | Иван Соснин                                       | Евгений Сытый, Филипп Авдеев, Екатерина Агеева | драма, комедия                                      |        |
| С Е Н Т Я Б Р Ь | 29       | Эра выживания                 | IFC Films, 10.80 Films, Ev.L Prod | Кристина Буожите                                  | Раффиелла Чепмен, Ричард Брейк, Эдди Марсан, Рози Макьюэн | научная фантастика, антиутопия                      | [ 62 ] |

### Октябрь — декабрь
| Премьера      | Премьера | Название                                  | Студия                                                                                        | Режиссёр                           | В ролях | Жанр                                                                   | Прим.         |
| ------------- | -------- | ----------------------------------------- | --------------------------------------------------------------------------------------------- | ---------------------------------- | --- | ---------------------------------------------------------------------- | ------------- |
| О К Т Я Б Р Ь | 6        | Сердце Пармы                              | The Walt Disney Studios                                                                       | Антон Мегердичев                   | Александр Кузнецов, Евгений Миронов, Фёдор Бондарчук, Сергей Пускепалис, Елена Ербакова | исторический фильм, драма                                              |               |
| О К Т Я Б Р Ь | 7        | Амстердам                                 | 20th Century Studios, Regency Enterprises                                                     | Дэвид О. Расселл                   | Кристиан Бейл, Марго Робби, Джон Дэвид Вашингтон, Рами Малек, Зои Салдана, Роберт Де Ниро, Майк Майерс, Тимоти Олифант, Майкл Шеннон, Крис Рок, Аня Тейлор-Джой, Тейлор Свифт                                         | комедийная драма, исторический фильм                                   | [ 63 ]        |
| О К Т Я Б Р Ь | 13       | Хэллоуин заканчивается                    | Miramax Films, Blumhouse Productions,Universal Pictures                                       | Дэвид Гордон Грин                  | Джейми Ли Кёртис, Джуди Грир, Энди Матичак, Энтони Майкл Холл, Кайл Ричардс, Ник Кастл | ужасы, слэшер                                                          | [ 64 ] [ 65 ] |
| О К Т Я Б Р Ь | 13       | Сказка для старых                         | ООО "ФРУТ ТАЙМ", Вольга                                                                       | Фёдор Лавров, Роман Михайлов       | Кирилл Полухин, Фёдор Лавров, Роман Михайлов, Евгений Ткачук | сказка, притча                                                         |               |
| О К Т Я Б Р Ь | 20       | Чёрный Адам                               | Warner Bros. Pictures, New Line Cinema, DC Films, Seven Bucks Productions, FlynnPictureCo.    | Жауме Кольет-Серра                 | Дуэйн Джонсон, Ной Сентинео, Элдис Ходж, Сара Шахи, Квинтесса Суинделл, Пирс Броснан | супергеройский фильм, боевик, приключения, научная фантастика, фэнтези |               |
| О К Т Я Б Р Ь | 20       | Маленький Николя                          | Align, Bidibul Productions, CNC                                                               | Амандин Фредон, Бенжамен Массубр   | Ален Шаба, Лоран Лафитт, Фредерик Тирмон | комедия                                                                |               |
| О К Т Я Б Р Ь | 20       | Ночь в магазине ужастиков                 | Hideout Pictures, Particular Crowd, Strile Back Studios                                       | Дэвид Поаг                         | Кристофер Ллойд, Рэйчел Ли Кук, Мариса Рейс, Дилан Френкел, Джейден Дж.Смит, Донован Колан | приключения, семейный фильм, фэнтези                                   |               |
| О К Т Я Б Р Ь | 20       | Дополнительный урок                       | Фонд кино                                                                                     | Анна Курбатова                     | Кирилл Кяро, Юлия Александрова | драматический фильм, детектив                                          |               |
| О К Т Я Б Р Ь | 20       | Средневековье                             | WOG FILM s.r.o.                                                                               | Петр Якл                           | Бен Фостер, Майкл Кейн, Тиль Швайгер | историческое кино                                                      | [ 66 ]        |
| О К Т Я Б Р Ь | 27       | Скоро кончится лето                       | Uvent production, КИНОКУЛЬТ, Protalent                                                        | Яна Скопина                        | Алихан Абильдин, Ольга Обумова, Рамазан Ахмедов, Ербол Семкулов, Виолетта Богданова, Дина Жаныбекова | драма, комедия                                                         |               |
| О К Т Я Б Р Ь | 27       | Грозный папа                              | Централ Партнершип                                                                            | Карен Оганесян                     | Кирилл Кяро, Евгений Гришковец, Игорь Верник | семейный фильм                                                         |               |
| О К Т Я Б Р Ь | 27       | Либерея: Охотники за сокровищами          | Централ Партнершип                                                                            | Глеб Орлов                         | Тихон Жизневский, Алексей Серебряков, Диана Пожарская | приключения, боевик                                                    |               |
| О К Т Я Б Р Ь | 27       | Звоните Джейн                             | Roadside Attractions                                                                          | Филлис Надж                        | Элизабет Бэнкс, Сигурни Уивер, Кейт Мара, Крис Мессина, Кори Майкл Смит | драматический фильм                                                    |               |
| О К Т Я Б Р Ь | 27       | Большое путешествие: Специальная доставка | Licensing Brands, Luminescence                                                                | Наталья Нилова, Василий Ровенский  | Диомид Виноградов | мультфильм, приключения                                                |               |
| О К Т Я Б Р Ь | 27       | Петрополис                                | Интерфест, Революция фильм                                                                    | Валерий Фокин                      | Антон Шагин, Юлия Снигирь, Владимир Кошевой | фантастика, драма, триллер                                             |               |
| О К Т Я Б Р Ь | 27       | Приключения маленького Бахи               | ВГИК-дебют                                                                                    | Александр Галибин                  | Амир Магомедов | Детский фильм                                                          |               |
| О К Т Я Б Р Ь | 27       | Ужасающий 2                               | Bloody Disgusting, Dark Age Cinema, Fuzz on the Lens Productions                              | Дэмиен Леоне                       | Лорен Лавера, Эллиот Фаллэм, Сара Войт, Кайли Хайман, Кейси Хартнетт, Дэвид Ховард Торнтон | слэшер, сплэттер                                                       |               |
| Н О Я Б Р Ь   | 3        | Любовники                                 | «Революция фильм»                                                                             | Елена Хазанова                     | Павел Прилучный, Роман Курцын, Алексей Золотовицкий | комедия                                                                |               |
| Н О Я Б Р Ь   | 3        | Пётр I: Последний царь и первый император | 1-2-3 Production                                                                              | Андрей Кравчук                     | Алексей Лукин, Даниил Муравьев-Изотов, Иван Колесников, Вольфганг Черни | исторический фильм                                                     |               |
| Н О Я Б Р Ь   | 10       | Земун                                     | Rock Films                                                                                    | Эдуард Жолнин                      | Евгений Ткачук, Иван Решетняк, Олег Ягодин | мистический неовестерн                                                 |               |
| Н О Я Б Р Ь   | 10       | По-мужски                                 | Spot Films                                                                                    | Максим Кулагин                     | Антон Лапенко, Екатерина Щербакова, Евгения Синицкая | драма                                                                  |               |
| Н О Я Б Р Ь   | 10       | Не дыши: Начало                           | Blood Oath, Paper Street Pictures, Rubicon Entertainment, Title Media, XYZ Films              | Лаки Макки                         | Стивен Лэнг, Марк Сентер | триллер                                                                |               |
| Н О Я Б Р Ь   | 11       | Чёрная пантера: Ваканда навеки            | Marvel Studios                                                                                | Райан Куглер                       | Лупита Нионго, Летиша Райт, Данай Гурира | фантастика, боевик                                                     | [ 67 ] [ 68 ] |
| Н О Я Б Р Ь   | 23       | Странный мир                              | Walt Disney Pictures, Walt Disney Animation Studios                                           | Дон Холл                           | Джейк Джилленхол, Деннис Куэйд, Джабук Янг-Уайт, Габриэль Юнион, Люси Лью | мультфильм, приключения, семейный, фантастика, комедия                 |               |
| Н О Я Б Р Ь   | 24       | Корабль в Пусан                           | The Contents ON                                                                               | Ким Хонсон                         | Со Ин Гук, Чан Дон Юн, Чхве Гви-хва | боевик, научно-фантастический фильм                                    |               |
| Н О Я Б Р Ь   | 24       | Сёстры                                    | Bazelevs, Magic Production, Event Horizon                                                     | Иван Петухов                       | Ирина Старшенбаум, Никита Ефремов | психологический хоррор, мистика, триллер                               |               |
| Н О Я Б Р Ь   | 24       | Время года зима                           | Кинопрайм, Hype Film                                                                          | Светлана Устинова                  | Юлия Снигирь, Евгения Добровольская, Екатерина Варнава | драма                                                                  |               |
| Н О Я Б Р Ь   | 24       | Ламборгини: Человек-легенда               | Lambofilm, Zian Films, Grindstone Entertainment Group, Iervolino & Lady Bacardi Entertainment | Роберт Мореско                     | Фрэнк Грилло, Гэбриэл Бирн, Мира Сорвино | биографический фильм, драма                                            |               |
| Д Е К А Б Р Ь | 1        | Ёлки 9                                    | Bazelevs, IVI Originals                                                                       | Александра Лупашко, Сергей Наумов  | Виктория Агалакова, Евгений Кулик, Фёдор Добронравов, Ян Цапник, Алексей Серебряков | комедия                                                                |               |
| Д Е К А Б Р Ь | 8        | Щелкунчик и волшебная флейта              | Кинокомпания СТВ, студия «Сказка», при поддержке «Фонда кино», «Атмосфера кино»               | Виктор Глухушин                    | Фёдор Федотов, Любовь Аксёнова, Александр Гудков, Алексей Чумаков, Пётр Иващенко, Екатерина Тихомирова, Прохор Чеховской, Елена Шульман, Ольга Кузнецова, Диомид Виноградов, Павел Россошанский и Константин Ларченко | мультфильм, фэнтези                                                    |               |
| Д Е К А Б Р Ь | 8        | Тень: Взять Гордея                        | КАРО                                                                                          | Илья Куликов, Аня Мирохина         | Олег Гаас, Екатерина Шарыкина, Денис Пьянов, Татьяна Бабенкова, Филипп Янковский, Мария Лисовая, Антон Кукушкин, Надежда Михалкова, Андрей Ильин, Елизавета Смирнова                                                  | триллер, боевик, криминал                                              |               |
| Д Е К А Б Р Ь | 15       | Маша и Медведь в кино: 12 месяцев         | Animaccord, «Вольга»                                                                          | Василий Бедошвили                  | Юлия Зуникова, Борис Кутневич, Артём Божутин, Лариса Брохман, Диомид Виноградов, Юлия Яблонская и Никита Прозоровский                                                                                                 | мультфильм, семейный, приключения, короткометражка                     | [ 69 ]        |
| Д Е К А Б Р Ь | 15       | Непослушник 2. Вспомнить всё              | «Каропрокат»                                                                                  | Владимир Котт                      | Виктор Хориняк, Аглая Тарасова, Таисия Вилкова, Максим Лагашкин, Юрий Кузнецов, Татьяна Орлова | комедия                                                                |               |
| Д Е К А Б Р Ь | 16       | Аватар: Путь воды                         | Lightstorm Entertainment, 20th Century Studios                                                | Джеймс Кэмерон                     | Сэм Уортингтон, Зои Салдана, Стивен Лэнг, Джованни Рибизи, Джоэл Дэвид Мур, Кейт Уинслет, Клифф Кертис, Мишель Йео, Джемейн Клемент, Вин Дизель, Сигурни Уивер                                                        | фантастика, боевик, драма, приключения                                 | [ 70 ] [ 71 ] |
| Д Е К А Б Р Ь | 21       | Кот в сапогах: Последнее желание          | Universal Pictures, DreamWorks Animation                                                      | Джоэл Кроуфорд                     | Антонио Бандерас, Сальма Хайек, Харви Гилье, Флоренс Пью, Оливия Колман, Вагнер Моура, Рэй Уинстон, Джон Малейни, Давайн Джой Рэндольф, Энтони Мендес, Шаника Оушен                                                   | комедия, приключения, мультфильм, фэнтези, экшн                        | [ 72 ] [ 73 ] |
| Д Е К А Б Р Ь | 22       | Я хочу с кем-нибудь потанцевать           | TriStar Pictures, Muse of Fire Productions, Compelling Pictures, Black Label Media            | Кейси Леммонс                      | Наоми Экки, Эштон Сандерс, Стэнли Туччи | музыкальный фильм, фильм-биография                                     | [ 74 ] [ 75 ] |
| Д Е К А Б Р Ь | 22       | Чук и Гек. Большое приключение            | «МетрономФильм» при поддержке «Фонда кино» и фонда «Кинопрайм»                                | Александр Котт                     | Владимир Вдовиченков, Юлия Снигирь, Андрей Андреев, Юрий Степанов | комедия, приключения, семейный                                         |               |
| Д Е К А Б Р Ь | 22       | Мира                                      | Марс Медиа, Амедиа                                                                            | Дмитрий Киселёв                    | Вероника Устимова, Анатолий Белый | фантастика                                                             |               |
| Д Е К А Б Р Ь | 22       | Бывшие. Happy End                         | «Yellow, Black and White», START                                                              | Антон Мегердичев                   | Любовь Аксёнова, Денис Шведов | мелодрама                                                              |               |
| Д Е К А Б Р Ь | 23       | Вавилон                                   | Paramount Pictures                                                                            | Дэмьен Шазелл                      | Брэд Питт, Марго Робби | драма                                                                  | [ 76 ] [ 77 ] |
| Д Е К А Б Р Ь | 29       | Иван Царевич и Серый Волк 5               | Студия «Мельница», Кинокомпания «СТВ», «Вольга»                                               | Дарина Шмидт Константин Феоктистов | Никита Ефремов, Александр Боярский, Татьяна Бунина, Михаил Боярский, Максим Сергеев | мультфильм, приключения, семейный                                      |               |

## Награды

### Премия «Золотой глобус»
79-я церемония вручения наград американской премии «Золотой глобус» состоялась 9 января 2022 года в отеле «Беверли-Хилтон», Лос-Анджелес в закрытом формате. В зале присутствовали только некоторые члены Голливудской ассоциации иностранной прессы.
- Лучший фильм (драма): «Власть пса»
- Лучший фильм (комедия или мюзикл): «Вестсайдская история»
- Лучший режиссёр: Джейн Кэмпион — «Власть пса»
- Лучшая мужская роль (драма): Уилл Смит — «Король Ричард»
- Лучшая женская роль (драма): Николь Кидман — «В роли Рикардо»
- Лучшая мужская роль (комедия или мюзикл): Эндрю Гарфилд — «Тик-так… БУМ!»
- Лучшая женская роль (комедия или мюзикл): Рэйчел Зеглер — «Вестсайдская история»
- Лучшая мужская роль второго плана: Коди Смит-Макфи — «Власть пса»
- Лучшая женская роль второго плана: Ариана Дебос — «Вестсайдская история»
- Лучший сценарий: Кеннет Брана — «Белфаст»
- Лучший анимационный фильм: «Энканто»
- Лучший фильм на иностранном языке: «Сядь за руль моей машины» (Япония)

### Премия «Золотой орёл»
20-я церемония вручения наград премии «Золотой орёл» состоялась 28 января 2022 года в первом павильоне киноконцерна «Мосфильм».
- Лучший игровой фильм: «Серебряные коньки»
- Лучшая режиссёрская работа: Глеб Панфилов за работу над фильмом «Иван Денисович»
- Лучший сценарий: Роман Кантор за сценарий к фильму «Серебряные коньки»
- Лучшая мужская роль: Филипп Янковский за роль в фильме «Иван Денисович»
- Лучшая женская роль: Мария Аронова за роль в фильме «Пара из будущего»
- Лучшая мужская роль второго плана: Иван Янковский за роль в фильме «Огонь»
- Лучшая женская роль второго плана: Ирина Горбачёва за роль в фильме «Огонь»

### Премия «Белый слон»
22-я церемония кинопремии Гильдии киноведов и кинокритиков России «Белый слон» прошла 6 февраля в кафе Гоген на территории арт-пространства Artplay в Москве. Специальный приз за вклад в развитие профессии вручили киноведу, режиссёру Любови Аркус. Почётная награда имени Мирона Черненко досталась писательнице, кинокритику, политическому и общественному деятелю, правозащитнице Алле Гербер.
- Лучший фильм: «Капитан Волконогов бежал»
- Лучшая режиссёрская работа: Кира Коваленко — «Разжимая кулаки»
- Лучший фильм дебют: «Дунай»
- Лучший мужская роль: Юра Борисов — «Капитан Волконогов бежал»
- Лучшая женская роль: Милана Агузарова — «Разжимая кулаки»
- Лучшая мужская роль второго плана: Павел Деревянко — «Подельники»
- Лучшая женская роль второго плана: Наталья Кудряшова — «Капитан Волконогов бежал»
- Лучший документальный фильм: «Расторгуев»
- Лучший сценарий: Кира Коваленко, Антон Яруш, Любовь Мульменко — «Разжимая кулаки»
- Приз молодых кинокритиков «Голос» — «Обходные пути»

### Берлинский кинофестиваль
72-й Берлинский международный кинофестиваль проходил с 1 по 16 февраля 2022 года в формате офлайн, но с жёсткими ограничениями, которые были связаны с пандемией COVID-19. В основной конкурс вошло 18 лент. Жюри возглавлял американский режиссёр и сценарист М. Найт Шьямалан.
- Золотой медведь: «Алькаррас», реж. Карла Симон Пипо (Испания, Италия)
- Гран-при жюри (Серебряный медведь): «Фильм писательницы», реж. Хон Сансу (Южная Корея)
- Приз жюри (Серебряный медведь): «Одеяние из драгоценных камней», реж. Наталия Лопес (Мексика)
- Серебряный медведь за лучшую режиссёрскую работу: Клер Дени, «С любовью и яростью» (Франция)
- Серебряный медведь за лучшую роль: Мельтем Каптан за «Рабийе Курназ против Джорджа Буша» (Германия, Франция)
- Серебряный медведь за лучшую роль второго плана: Лаура Басуки за «Раньше, сейчас и потом» ( Индонезия)
- Серебряный медведь за лучший сценарий: Лайла Стилер за «Рабийе Курназ против Джорджа Буша» (Германия, Франция)
- Серебряный медведь за выдающиеся художественные достижения: Рити Панх (режиссёр) за «Всё будет хорошо» (Камбоджа)

### Премия «Сезар»
47-я церемония вручения наград премии «Сезар» за заслуги в области французского кинематографа за 2021 год состоялась 25 февраля 2022 года в концертном зале Олимпия (Париж, Франция). Ведущим церемонии был французский актёр, режиссёр, сценарист Антуан Де Кон.
- Лучший фильм: «Утраченные иллюзии»
- Лучший фильм на иностранном языке: «Отец» (Великобритания)
- Лучший режиссёр: Леос Каракс, «Аннетт»
- Лучшая мужская роль: Бенуа Мажимель — «После меня»
- Лучшая женская роль: Валери Лемерсье — «Голос любви»
- Лучшая мужская роль второго плана: Венсан Лакост — «Утраченные иллюзии»
- Лучшая женская роль второго плана: Айссату Диалло Санья — «Перелом»
- Лучший оригинальный сценарий: Артур Харари, Винсент Поймиро — «Онода»
- Лучший адаптированный сценарий: Жак Фьески, Ксавье Джанноли — «Утраченные иллюзии»

### Премия Гильдии киноактёров США
28-я церемония вручения премии Гильдии киноактёров США за заслуги в области кинематографа и телевидения за 2021 год состоялась 27 февраля 2022 года в Санта-Монике, Лос-Анджелес. Приз за вклад в кинематограф получила английская актриса Хелен Миррен.
- Лучший актёрский состав: «CODA: Ребёнок глухих родителей»
- Лучшая мужская роль: Уилл Смит — «Король Ричард»
- Лучшая женская роль: Джессика Честейн — «Глаза Тэмми Фэй»
- Лучшая мужская роль второго плана: Трой Коцур — «CODA: Ребёнок глухих родителей»
- Лучшая женская роль второго плана: Ариана Дебос — «Вестсайдская история»
- Лучший каскадёрский состав: «Не время умирать»

### Премия «Независимый дух» (Independent Spirit Awards)
37-я церемония вручения премии «Независимый дух», ориентированной в первую очередь на американское независимое кино, за 2021 год состоялась 6 марта 2022 года в Санта-Монике.
- Лучший фильм: «Незнакомая дочь»
- Лучший режиссёр: Мэгги Джилленхол — «Незнакомая дочь»
- Лучшая мужская роль: Саймон Рекс — «Красная ракета»
- Лучшая женская роль: Тейлор Пейдж — «Зола»
- Лучшая мужская роль второго плана: Трой Коцур — «CODA: Ребёнок глухих родителей»
- Лучшая женская роль второго плана: Рут Негга — «Идентичность»
- Лучший сценарий: Мэгги Джилленхол — «Незнакомая дочь»
- Лучший фильм на иностранном языке: «Сядь за руль моей машины» (Япония)

### Премия Гильдии режиссёров США
74-я церемония вручения премий Американской гильдии режиссёров за заслуги в области кинематографа и телевидения за 2021 год состоялась 12 марта 2022 года в Лос-Анджелесе.
- Лучший режиссёр фильм: Джейн Кэмпион — «Власть пса»
- Лучший режиссёр дебютного фильма: Мэгги Джилленхол — «Незнакомая дочь»

### Премия BAFTA
75-я церемония вручения наград британской премии «BAFTA» состоялась 13 марта 2022 года в концертном зале Альберт-холл в Лондоне, Великобритания. Ведущей церемонии была австралийская актриса Ребел Уилсон.
- Лучший фильм: «Власть пса»
- Лучший британский фильм: «Белфаст»
- Лучший фильм на иностранном языке: «Сядь за руль моей машины» (Япония)
- Лучший режиссёр: Джейн Кэмпион — «Власть пса»
- Лучшая мужская роль: Уилл Смит — «Король Ричард»
- Лучшая женская роль: Джоэнна Скэнлэн — «После любви»
- Лучшая мужская роль второго плана: Трой Коцур — «CODA: Ребёнок глухих родителей»
- Лучшая женская роль второго плана: Ариана Дебос — «Вестсайдская история»
- Лучший оригинальный сценарий: Пол Томас Андерсон — «Лакричная пицца»
- Лучший адаптированный сценарий: Сиан Хедер — «CODA: Ребёнок глухих родителей»
- Лучший анимационный фильм: «Энканто»

### Critics' Choice Movie Awards
27-я церемония вручения наград премии Critics' Choice Movie Awards Ассоциацией телекинокритиков США и Канады прошла 13 марта 2022 года в отеле Fairmont Century Plaza Hotel в Лос-Анджелесе и в отеле Савой в Лондоне. Ведущими церемонии были американский актёр и музыкант Тэй Диггз и американская актриса и телеведущая Николь Байер.
- Лучший фильм: «Власть пса»
- Лучший режиссёр: Джейн Кэмпион — «Власть пса»
- Лучшая мужская роль: Уилл Смит — «Король Ричард»
- Лучшая женская роль: Джессика Честейн — «Глаза Тэмми Фэй»
- Лучшая мужская роль второго плана: Трой Коцур — «CODA: Ребёнок глухих родителей»
- Лучшая женская роль второго плана: Ариана Дебос — «Вестсайдская история»
- Лучший актёрский состав: «Белфаст»
- Лучший анимационный фильм: «Митчеллы против машин»
- Лучший фильм на иностранном языке: «Сядь за руль моей машины» (Япония)

### Премия Гильдии продюсеров США
33-я церемония вручения премии Гильдии продюсеров США за заслуги в области кинематографа и телевидения за 2021 год состоялась 19 марта 2022 года в отеле Fairmont Century Plaza в Лос-Анджелесе, штат Калифорния.
- Лучший фильм: «CODA: Ребёнок глухих родителей»
- Лучший анимационный фильм: «Энканто»

### Премия «Оскар»
94-я церемония вручения наград премии «Оскар» за заслуги в области кинематографа за 2021 год состоялась 27 марта 2022 года в театре «Долби», Лос-Анджелес, США. Ведущими стали американские актрисы Реджина Холл, Эми Шумер и Ванда Сайкс.
- Лучший фильм: «CODA: Ребёнок глухих родителей»
- Лучший режиссёр: Джейн Кэмпион — «Власть пса»
- Лучшая мужская роль: Уилл Смит — «Король Ричард»
- Лучшая женская роль: Джессика Честейн — «Глаза Тэмми Фэй»
- Лучшая мужская роль второго плана: Трой Коцур — «CODA: Ребёнок глухих родителей»
- Лучшая женская роль второго плана: Ариана Дебос — «Вестсайдская история»
- Лучший оригинальный сценарий: Кеннет Брана — «Белфаст»
- Лучший адаптированный сценарий: Шан Хейдер — «CODA: Ребёнок глухих родителей»
- Лучший анимационный полнометражный фильм: «Энканто»
- Лучший фильм на иностранном языке: «Сядь за руль моей машины» (Япония)

### Каннский кинофестиваль
75-й Каннский международный кинофестиваль проходил с 17 по 28 мая 2022 года в Каннах, Франция. В основной конкурс вошла 21 картина. Жюри основного конкурса возглавил французский актёр, режиссёр и сценарист Венсан Линдон.
- Золотая пальмовая ветвь: «Треугольник печали», реж. Рубен Эстлунд (Швеция, Франция,  Великобритания, Германия)
- Гран-при: «Звёзды в полдень», реж. Клер Дени (Франция) и «Близко», реж. Лукас Донт (Бельгия, Нидерланды, Франция)
- Приз жюри: «Иа», реж. Ежи Сколимовский (Польша, Италия) и «Восемь гор», реж. Феликс ван Гронинген, Шарлотта Вандермерш (Италия, Бельгия)
- Лучший режиссёр: Пак Чхан Ук за «Решение уйти» (Южная Корея)
- Лучший сценарий: Тарик Салех за «Заговор в Каире» (Швеция, Финляндия)
- Лучшая мужская роль: Сон Кан Хо за «Посредник» (Южная Корея)
- Лучшая женская роль: Зара Амир Эбрахими за "Убийца «Священный паук» (Дания, Швеция, Франция, Германия)
- Специальный приз в честь 75-летия Каннского кинофестиваля — Жан-Пьер и Люк Дарденны за «Тори и Локита» (Бельгия, Франция)

### MTV Movie & TV Awards
Церемония вручения кинонаград канала MTV состоялась 5 июня 2022 года в Санта-Монике, Калифорния. Ведущей стал американская актриса и певица Ванесса Хадженс. Награда в категории «Признание поколения» была вручена актрисе и певице Дженнифер Лопес. Награда «Гений комедии» — американскому актёру Джеку Блэку.
- Лучший фильм года: «Человек-паук: Нет пути домой»
- Лучшая актёрская работа: Том Холланд — «Человек-паук: Нет пути домой»

### Венецианский кинофестиваль
79-й Венецианский международный кинофестиваль проходил с 31 августа по 10 сентября 2022 года в Венеции, Италия. В основной конкурс вошли 23 ленты. Жюри основного конкурса возглавляла американская актриса Джулианна Мур.
- Золотой лев: «Вся красота и кровопролитие», реж. Лора Пойтрас (США)
- Гран-при жюри: «Сент-Омер», реж. Элиос Диоп (Франция)
- Серебряный лев за режиссуру: Лука Гуаданьино, «Целиком и полностью» (Италия, США)
- Приз за лучший сценарий: Мартин Макдонах, «Банши Инишерина» (Ирландия, Великобритания, США)
- Специальный приз жюри: «Без медведей», реж. Джафар Панахи (Иран)
- Кубок Вольпи за лучшую мужскую роль: Колин Фаррелл за фильм «Банши Инишерина» (Ирландия, Великобритания, США)
- Кубок Вольпи за лучшую женскую роль: Кейт Бланшетт за фильм «Тар» (Германия, США)
- Приз Марчелло Мастрояни лучшему молодому актёру/актрисе: Тейлор Расселл, «Целиком и полностью» (Италия, США)

### Кинофестиваль в Торонто
47-й ежегодный международный кинофестиваль в Торонто (Канада) проходил с 8 по 18 сентября 2022 года
- Приз зрительских симпатий (1 место): «Фабельманы», реж. Стивен Спилберг (США)
- Приз зрительских симпатий (2 место): «Говорят женщины», реж. Сара Полли (США)
- Приз зрительских симпатий (3 место): «Достать ножи: Стеклянная луковица», реж. Райан Джонсон (США)

### Премия «Сатурн»
47-я церемония вручения наград премии «Сатурн» за заслуги в области фантастики, фэнтези и фильмов ужасов состоялась 25 октября 2022 года.
- Лучший научно-фантастический фильм: «Нет»
- Лучший фильм — экранизация комикса: «Человек-паук: Нет пути домой»
- Лучший фильм-фэнтези: «Всё везде и сразу»
- Лучший фильм ужасов: «Чёрный телефон»
- Лучший триллер: «Аллея кошмаров»
- Лучший приключенческий фильм/экшн: «Топ Ган: Мэверик»
- Лучший полнометражный мультфильм: «Марсель, ракушка в ботинках»
- Лучший международный фильм: «RRR: Рядом ревёт революция»
- Лучший независимый фильм: «Клон»
- Лучший режиссёр: Мэтт Ривз — «Бэтмен»
- Лучшая мужская роль: Том Круз — «Топ Ган: Мэверик»
- Лучшая женская роль: Мишель Йео — «Всё везде и сразу»
- Лучшая мужская роль второго плана: Куан Ке Хюи — «Всё везде и сразу»
- Лучшая женская роль второго плана: Аквафина — «Шан-чи и легенда десяти колец»
- Лучший сценарий: Гильермо дель Торо и Ким Морган — «Аллея кошмаров»

### Фестиваль авторского кино «Зимний»
1-й Открытый российский кинофестиваль авторского кино проходил в Москве, в кинотеатре «Художественный» со 2 по 8 декабря 2022 года. Жюри возглавил режиссёр Алексей Герман-младший.
- Главный приз: «Не хороните меня без Ивана», реж. Любовь Борисова
- Приз за лучшую режиссуру: Степан Бурнашев — «Айта»
- Приз за лучший сценарий: Тамара Бочарова, Артем Темников, Мария Ануфриева — «Доктор»
- Приз за лучшую женскую роль: Анна Слю — «Наводнение»
- Приз за лучшую мужскую роль: Иннокентий Луковцев— «Айта»
- Приз за лучшее визуальное решение: «Большие змеи Улли-Кале», реж. Алексей Федорченко

### Премия Европейской киноакадемии
35-я церемония континентальной премии Европейской академии кино состоялась 10 декабря 2022 года в Рейкьявике.
- Лучший европейский фильм: «Треугольник печали» (Швеция, Германия, Франция, Великобритания)
- Лучший европейский режиссёр: Рубен Эстлунд — «Треугольник печали» (Швеция)
- Лучший европейский сценарист: Рубен Эстлунд — «Треугольник печали» (Швеция)
- Лучший европейский актёр: Златко Бурич — «Треугольник печали» ( Хорватия)
- Лучшая европейская актриса: Вики Крипс — «Корсаж» ( Люксембург)
- Лучшая европейская комедия: «Самый лучший босс» (Испания)